# Billaea lativentris
Billaea lativentris là một loài ruồi trong họ Tachinidae.